# Нявкун строкатоволий
Нявкун строкатоволий (Scenopoeetes dentirostris) — вид горобцеподібних птахів родини наметникових (Ptilonorhynchidae).

## Поширення
Вид поширений на північному сході Австралії у штаті Квінсленд. Трапляється на плато Атертон та в околицях міста Таунсвілл. Мешкає в тропічних та субтропічних гірських лісах на висоті 600—900 м, з поодинокими екземплярами, які піднімаються в гори до 1600 м над рівнем моря.

## Опис
Птах завдовжки 27 см, вагою 132—199 г. Це птахи з масивною і пухкою зовнішністю, з маленькою та округлою головою, коротким міцним конічним дзьобом, витягнутими і міцними ногами, довгими крилами і досить довгим, тонким і прямокутним хвостом. Верхня частина тіла коричневого кольору. Горло, груди та живіт білі з поодиноким пір'ям з темно-коричневими кінчиками, що надає плямистого вигляду. Підхвістя повністю біле. Дзьоб і ноги темно-сірі, а очі червонувато-коричневі.

## Спосіб життя
Поодинокий територіальний птах. Самець активно захищає свою ділянку від конкурентів. У позашлюбний сезон живиться виключно молодим листям дерев. У шлюбний період стає всеїдним, включаючи в раціон квіти, фрукти, ягоди, пагони, комах та інших членистоногих.
Сезон розмноження триває з вересня по січень. Полігамні птахи. Самці намагаються спаровуватися з якомога більшою кількістю самиць, після чого абсолютно не цікавляться долею свого потомства. Під час шлюбного сезону кожен самець ретельно розмежовує індивідуальну шлюбну арену на землі, очищаючи її від сміття та розкладаючи на землі кілька особисто зібраних листочків, розташовуючи їх нижньою поверхнею догори, і дбаючи про те, щоб часто їх замінювати, щоб завжди залишати їх свіжими.
Побудувавши арену, де він буде виступати, самець сідає на гілку поруч, намагаючись привабити самицю за допомогою дзвінкого співу, який також включає імітацію звуків, які чути в навколишньому середовищі. Коли з'являється самиця, самець починає шлюбний танок з відкритим дзьобом, щоб було видно яскравий колір слизових залоз. Під час танцю самець стає все ближче і ближче до самиці, і якщо вона не втікає, спаровується з нею.
Після спарювання самець повертається до приваблювання інших самиць, а самиця займається будівництвом гнізда. Гніздо це досить масивна чашоподібна конструкція, побудована шляхом плетіння рослинних волокон на верхівці чагарника. У кладці 1-3 білих яєць. Інкубація триває близько двадцяти днів. Через три тижні після народження пташенята вилітають з гнізда, але залишаються з матір'ю ще деякий час.